# Ngarka-Pyrjajacha
La Ngarka-Pyrjajacha (in russo Нгарка-Пыряяха?) è un fiume della Russia siberiana occidentale, affluente di destra del Jarudej. Scorre nel Nadymskij rajon del Circondario autonomo Jamalo-Nenec.
Il fiume scorre con direzione mediamente settentrionale attraverso la pianura del Nadym (Надымская низменность), nella parte nord del bassopiano siberiano occidentale, sfocia nel Jarudej a 24 km dalla foce. La sua lunghezza è di 225 km; il bacino è di 3 150 km².